# Capçalera (informàtica)
En informàtica, capçalera (header en anglès) es refereix a la informació suplementària situada al principi d'un bloc d'informació que serà emmagatzemada o transmesa i que conté informació necessària per al correcte tractament del bloc d'informació.
En transmissió d'informació, les dades que segueixen a la capçalera s'acostumen a anomenar cos o payload.
És de vital importància que l'estructura de la capçalera respongui a una especificació o format clar i inequívoc per permetre'n el tractament.

## Exemples
- En un correu electrònic, el text del missatge (cos) va precedit per unes línies de capçalera que indiquen l'emissor, el receptor, l'assumpte i altra informació (vegeu RFC 822 per més detalls).

- En els paquets enviats per internet, les dades (payload) van precedits per una capçalera amb informació com l'adreça IP de l'emissor i el receptor, el protocol, el temps de vida i més dades relatives a la comunicació. El format d'aquestes capçaleres està especificat al protocol d'Internet (IP).

- En formats d'arxius gràfics, la capçalera pot portar informació sobre la mida de la imatge, la seva resolució, nombre de colors per píxel, i més.

- En alguns llenguatges de programació com C i C++, es declaren funcions en arxius de capçalera que han de ser carregats abans de procedir amb la compilació